# 甘羅
甘 羅（かん ら、生没年不詳）は、中国戦国時代の秦の政治家。下蔡（現在の安徽省阜陽市潁上県）の出身。秦の恵文王・武王・昭襄王に仕え丞相にもなった甘茂は祖父にあたる。また甘茂は呉の甘寧、東晋の甘卓の祖と伝わるため、甘羅もそこに連なる人物の可能性がある。
12歳で秦の相国である呂不韋に仕え、他国との外交で秦王政の覇業に寄与した。

## 生涯

### 張唐の説得と趙への使者
秦は剛成君蔡沢を燕に対する使者とし燕との同盟を画策する。3年後、燕は太子丹を人質として派遣した。
秦は張唐を燕の宰相として派遣しようとしたが、張唐は文信侯呂不韋の説得を拒絶し燕に行こうとしなかった。
しかし、呂不韋に仕えていた甘羅の説得により意を翻し、燕に行く準備をした。
だが、こののち甘羅が趙におもむいて秦趙間の同盟を取り計らい、趙と燕とを戦わせる工作を行ったため趙は秦に5城を割譲し、秦は燕に太子を帰し、趙は燕を攻撃して30城あまりを奪い、秦は趙の割譲した5城に加えて燕の11城を得た。この功績で甘羅は12歳にして上卿となり祖父の甘茂の田宅を賜った。

## 墓所
安徽省阜陽市潁上県の東25キロ（楊湖鎮甘羅郷）の潁河の北岸にあり、潁上八景の一つである。明朝の万暦年間、潁上知県の何豸により墓碑が建立された。その後河川の氾濫の影響などで墓は崩壊し河岸が破壊され水没するに至ったが、清朝の光緒15年（1889年）に安徽省の総督である陳毅は、元の位置から北に70メートルの場所に土を盛り墓を築き、その前に秦上卿甘羅碑を建てた。民国11年（1922年）と民国22年（1933年）には当時の潁上県長である黄佩蘭と張鼎家がそれぞれ記念碑を建立している。